# Đường dây thuê bao vô tuyến
Wireless local loop (viết tắt WLL, dịch nghĩa: đường dây thuê bao vô tuyến) chỉ đường truyền không dây nối mạng điện thoại truyền thống (POTS) và/hoặc mạng Interent băng rộng đến thuê bao. Đây là một loại đường dây thuê bao. Có nhiều loại WLL như Broadband Wireless Access (BWA), Radio In The Loop (RITL), Fixed-Radio Access (FRA) and Fixed Wireless Access (FWA).